# لیلا یغیازاریان
لیلا یغیازاریان (ارمنی: Լեյլա Եղիազարյան؛ ) یک بازیگر سینما و تئاتر اهل ارمنستان بود. وی بین سال‌های ۱۹۷۳ تا ۱۹۸۴ میلادی فعالیت می‌کرد.

## زندگی‌نامه
. وی در تئاتر نمایشی هراچیا غاپلانیان فعالیت می‌کرد.

## گزیده فیلمشناسی
از فیلم‌ها یا برنامه‌های تلویزیونی که وی در آن نقش داشته‌است می‌توان به گیکور (۱۹۸۲)، مردی از المپوس (۱۹۷۴) اشاره کرد.